# Röstkrav
Höga röstkrav innebär:
- att vara tvungen att använda rösten mycket

till exempel för telefonister som pratar mycket under en dag
- att ha höga krav på röststyrka

till exempel för personer som arbetar i bullriga miljöer
- att ha särskilda krav på röstkvalitet

till exempel för skådespelare och sångare
Höga röstkrav kan finnas såväl yrkesmässigt som på fritiden. Praktexemplet för ett yrke med höga röstkrav är musiklärare, som både ska använda rösten mycket, ofta har stora klasser vilket innebär buller, och har särskilda krav på sin sångröst. På fritiden finns stora röstkrav till exempel i barnfamiljer. Tillfälligt höga röstkrav finns till exempel för publiken på en ishockey-match.
Med höga röstkrav följer en förhöjd risk för röstrubbningar med funktionell orsak.